# Vodní nádrž Ecker
Vodní dílo Ecker (německy: Eckertalsperre) je přehrada nedaleko Bad Harzburg v horách Harz v Německu. Je používána jako zdroj pitné vody pro města Braunschweig a Wolfsburg, slouží také jako protipovodňová ochrana a pomáhá při zvyšování hladiny řeky při nízkém stavu vody v řece. Je to také vodní elektrárna s instalovaným výkonem 270 kW. Ročně touto přehradou proteče 16 milionů m³ vody. Vodní dílo provozuje společnost Harzwasserwerke. Přehrada má gravitační hráz z betonu. Při stavbě se poprvé v Německu použil hrubozrnný beton(Rüttelgrobbeton). Nádrž využívá část údolí, které bylo vytvořeno ledovcovou aktivitou během doby ledové.

## Historie
Přehrada byla uvedena do provozu roku 1942. Za dob rozděleného Německa patřily dvě třetiny hráze Západnímu Německu, kdežto zbytek byl oddělen betonovou zdí s ostnatým drátem.